# Мёртвые души (фильм, 1984)
«Мёртвые души» — советский пятисерийный художественный фильм 1984 года, снятый режиссёром Михаилом Швейцером по первому тому одноимённой поэмы Николая Васильевича Гоголя. Натурные съёмки проходили в Суздале. Телевизионная премьера состоялась 19-23 ноября 1984 года по Первой программе Центрального телевидения.

## Сюжет
Авантюрист Павел Иванович Чичиков скупает «мёртвые души», то есть уже умерших крепостных, но всё ещё учтённых в качестве живых при последней ревизии в так называемых «ревизских сказках», чтобы потом совершить ряд махинаций и сказочно обогатиться. Помещики хоть и удивлены такому предложению, но рады избавиться от уплаты налогов за крестьян как за живых.

## В ролях
- Александр Трофимов — Николай Гоголь
- Александр Калягин — Павел Иванович Чичиков
- Юрий Богатырёв — Манилов
- Лариса Удовиченко — Манилова
- Тамара Носова — Коробочка
- Виталий Шаповалов — Ноздрёв
- Иннокентий Смоктуновский — Плюшкин
- Вячеслав Невинный — Собакевич
- Алексей Зайцев — Селифан, кучер Чичикова
- Всеволод Санаев — Иван Григорьевич, председатель палаты
- Виктор Шуляковский — Пётр Петрович, губернатор
- Алексей Сафонов — Сергей Авдеевич, прокурор
- Инна Макарова — губернаторша
- Валерий Золотухин — Иван Андреевич, почтмейстер / капитан Копейкин
- Юрий Волынцев — Алексей Иванович, полицмейстер
- Лев Поляков — вице-губернатор
- Игорь Кашинцев — Иван Лукич, инспектор врачебной управы
- Евгений Данчевский — городской архитектор
- Станислав Хитров — трактирный слуга
- Константин Желдин — отец Чичикова
- Владимир Стеклов — Петрушка, слуга Чичикова
- Виктор Сергачёв — Мижуев, зять Ноздрёва
- Лидия Федосеева-Шукшина — дама просто приятная
- Инна Чурикова — дама, приятная во всех отношениях
- Елизавета Никищихина — жена Собакевича
- Татьяна Гаврилова — Фетинья
- Валерий Малышев — пристав / Михей
- Мария Виноградова — Мавра, ключница Плюшкина
- Ирина Малышева — губернаторская дочка
- Владимир Сез — учитель Чичикова
- Сергей Скрипкин — Степан Пробка
- Николай Кочегаров — Попов
- Инна Выходцева — жена вице-губернатора

### В эпизодах
- Надежда Бутырцева — жена Плюшкина
- Николай Горлов — часовой
- Людмила Давыдова — жена чиновника
- Степан Крылов — мужик
- Виктор Мамаев — Порфирий, слуга Ноздрёва
- Ольга Маркина — трактирщица
- Пётр Меркурьев — делопроизводитель палаты
- Александр Пятков — Борода
- Клара Румянова — мать Чичикова
- Анатолий Скорякин — дворовый Ноздрёва
- Мария Скворцова — купчиха
- Чеслав Сушкевич — секретарь опекунского совета
- Инна Фёдорова — дама
- Виктор Филиппов — купец
- Виктор Шульгин — юродивый
- Ирина Бразговка — купчиха

## Съёмочная группа
- Автор сценария — Михаил Швейцер
- Режиссёр-постановщик — Михаил Швейцер
- Оператор-постановщик — Дильшат Фатхулин
- Художники-постановщики: Игорь Лемешев, Владимир Фабриков
- Композитор — Альфред Шнитке

## Особенности экранизации
Натурные съёмки проходили в Суздале. Художественное училище превратилось с фасада в дом губернатора, а сбоку — это уже двор Ноздрёва. Согласно установленной вывеске, Суздальская районная библиотека превратилась в «Питейный дом». У Ильинской церкви была построена «городская застава». Фрагменты 5 серии снимались и на Торговой площади.
Другой важной особенностью было участие в фильме самого Гоголя — в исполнении Александра Трофимова. Автор поэмы как бы появлялся сам в длинных интермедиях в начале каждой серии и имел свои вставки в их середине, читая монологи и размышления Гоголя в поэме.